# 바르바라 요나크
바바라 요나크(폴란드어: Barbara Jonak, 1975년 12월 26일~)는 폴란드의 배우이다.

## 작품 목록

### 영화
- 문신을 한 신부님 (2019년) - 미망인 역
- 더 테스트 (2015년)
- 디즈 도터스 오브 마인 (2015년)
- 파놉티콘 (2010년)
- 소용돌이 속에서 (2009년)
- 카틴 (2007년)
- 스트라이크 (2006년)
- 스트레인저(폴란드어판) (2004년)